# 布伊區

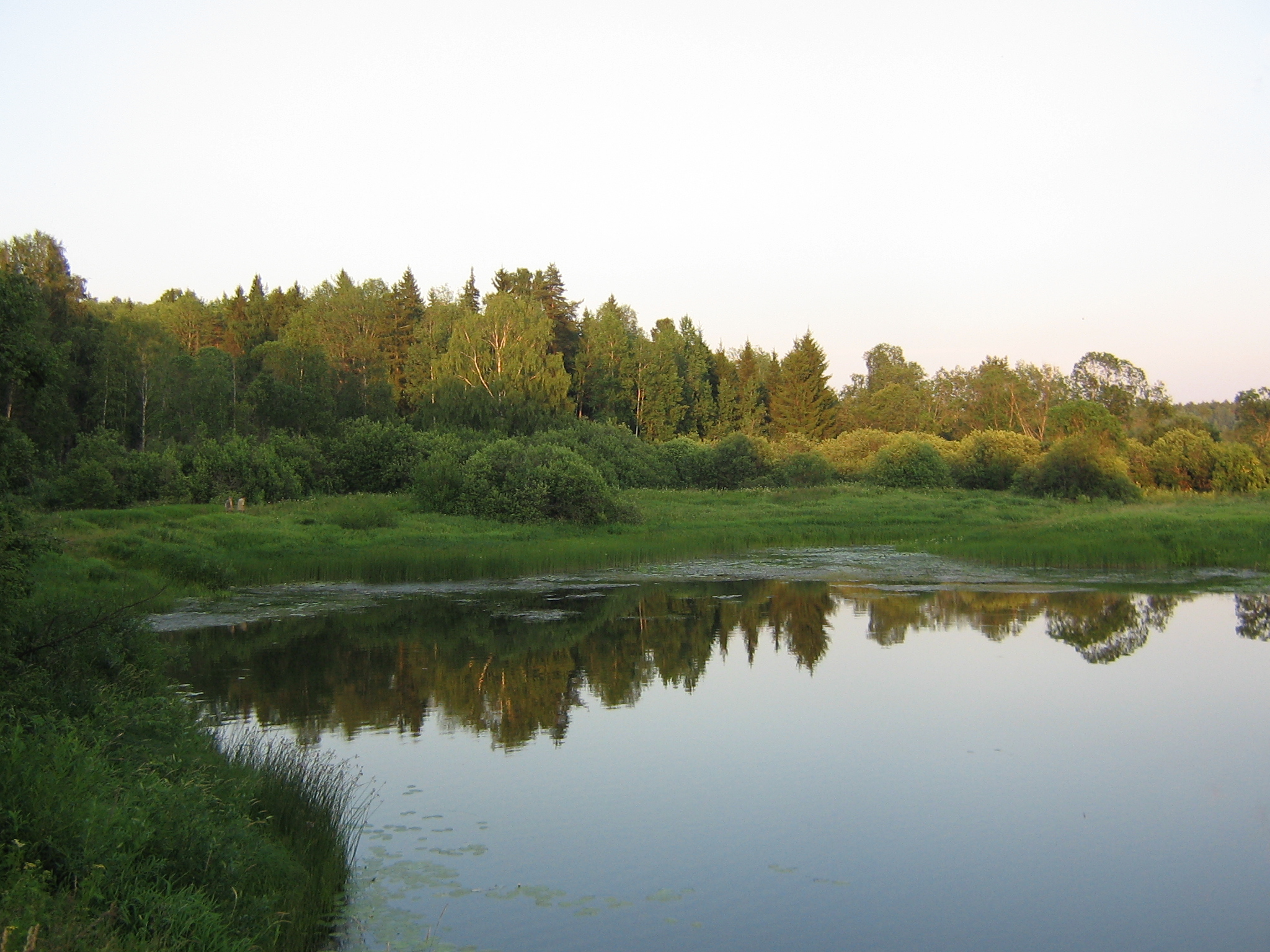

58°29′N 41°32′E / 58.483°N 41.533°E
布伊區（俄语：Буйский район），是俄羅斯的一個區，位於該國西部，由科斯特羅馬州負責管轄，面積3,248平方公里，2010年該區人口11,829，人口密度每平方公里3.64人。